# Химн на Унгария
Текстът на унгарския химн е написан през 1823 г. от Ференц Кьолчеи, стихотворението се казва Himnusz („Химн“). Музиката е написана през 1844 г. от Ференц Еркел. През 1949 – 1956 г. химнът се е изпълнявал без текст поради „клерикалното“ му съдържание.
Обикновено се изпълнява само първият куплет:

## Himnusz
A magyar nép zivataros századaiból
Isten, áld meg a magyart

Jó kedvel, bőséggel,

Nyújts feléje védő kart,

Ha küzd ellenséggel;

Bal sors akit régen tép,

Hozz rá víg esztendőt,

Megbűnhődte már e nép

A múltat s jövendőt!

### Химн
От бурните векове на унгарския народ
Боже, благослови унгареца

С добро настроение, изобилие,

Протегни към него защитна ръка,

Когато воюва с враг;

Зла участ го тормози отдавна,

Донеси за него весела година,

Този народ вече е изстрадал

Миналото и бъдещето!